# Riesenfischerspinnen
Die Riesenfischerspinnen (Ancylometes) bilden eine zahlenmäßig kleine Gattung innerhalb der Familie der Kammspinnen (Ctenidae), die selbst zur Ordnung der Webspinnen zählt. Sie werden auch als Fischerspinnen bezeichnet, dürfen aber nicht mit der gleichnamigen Familie der Fischerspinnen (Trechaleidae) verwechselt werden. Riesenfischerspinnen zählen zu den weltweit größten Echten Webspinnen (Araneomorphae) und haben eine überwiegend braune Färbung sowie je nach Art verschieden ausgeprägte Musterungen. Die neotropische Gattung ist von Mittelamerika nach Süden hin bis in die Mitte Südamerikas verbreitet und die zu ihr zählenden und ihrer Biologie entsprechend hygrophilen (feuchtigkeitsliebenden) Vertreter bewohnen vor allem Feuchtgebiete, wo sie sich an Gewässern aufhalten. Eine nachweislich hohe Gefahr für den Menschen geht von diesen Spinnen nicht aus.
Bei den Arten der Riesenfischerspinnen handelt sich um semiaquatische Spinnen, die dank ihrer hydrophoben (wasserabweisenden) Cuticula (Außenhaut des Exoskeletts bzw. Außenpanzers) und ihres dichten Kleids aus Setae (chitinisierten Haaren) dazu in der Lage sind, sich auf und unter Wasser fortzubewegen. Durch den zwischen den Setae gespeicherten Sauerstoff können sie auch für längere Zeit unter Wasser verweilen. Riesenfischerspinnen sind wie alle Kammspinnen nachtaktiv und verbergen sich am Tag in temporären Unterschlüpfen. Sie leben außerdem wie alle Spinnen räuberisch und jagen wie für Kammspinnen üblich ohne ein Spinnennetz, sondern als freilaufende Lauerjäger, dabei bevorzugt in Gewässernähe. Das Beutespektrum setzt sich sowohl aus anderen Wirbellosen als auch kleineren Wirbeltieren zusammen.
Das Fortpflanzungsverhalten ist bei einzelnen Arten der Gattung, etwa der Wasserjagdspinne (A. bogotensis), gut erforscht. Die begatteten Weibchen der Riesenfischerspinnen betreiben nach Eigenart der Wolfspinnenartigen (Lycosoidea) eine für Spinnen vergleichsweise ausgeprägte Brutpflege und tragen ihren Eikokon permanent mit sich herum. Dieser wird kurz vor dem Schlupf in einem Brutgespinst deponiert und dann wie die einige Zeit danach schlüpfenden Nachkommen vom Muttertier nicht länger betreut. Die Jungtiere verbleiben anfangs gemeinsam im Brutgespinst, ehe sie sich verstreuen und selbstständig über mehrere Fresshäute (Häutungsstadien) heranwachsen.

## Merkmale

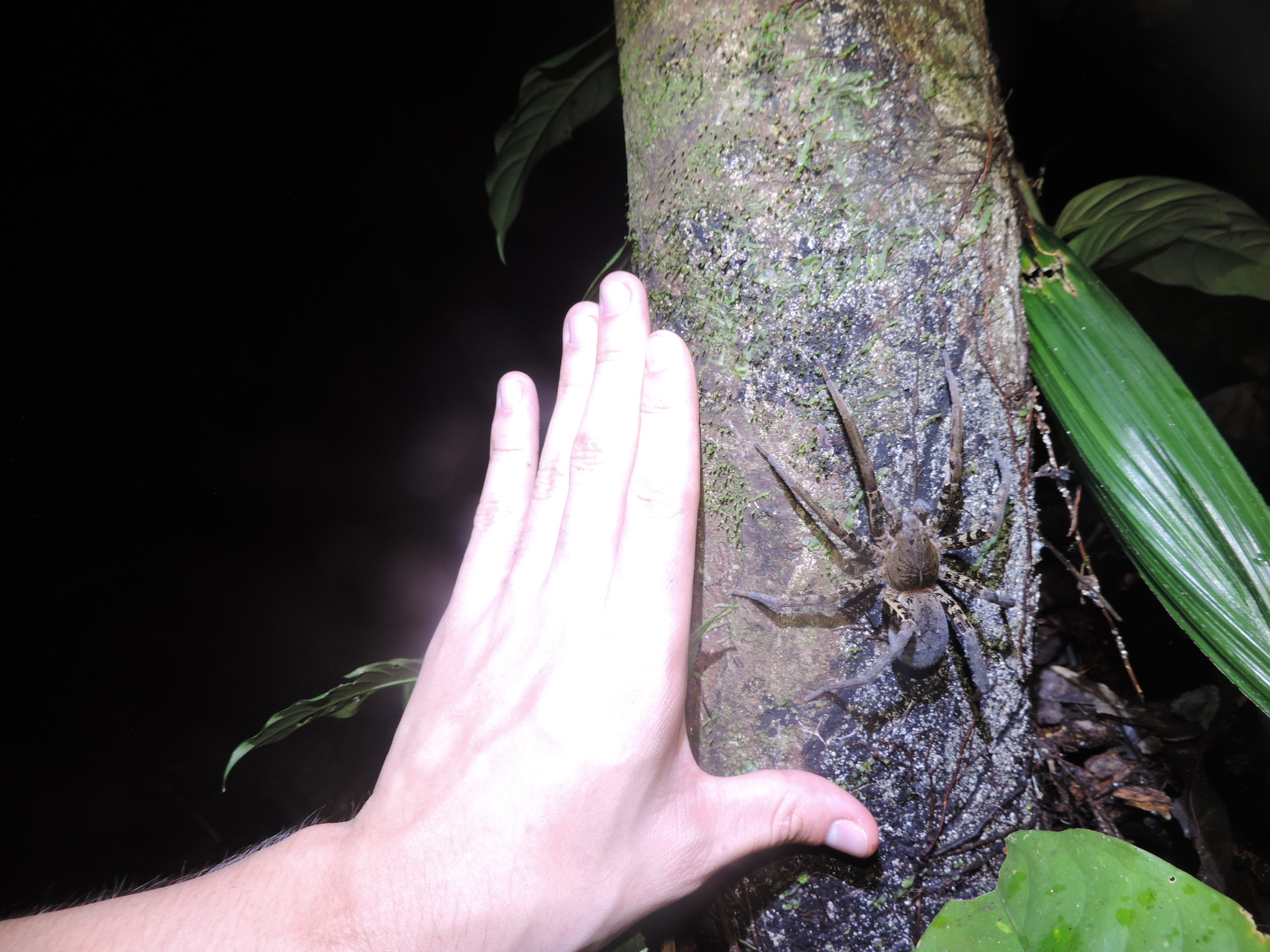
Weibliche Riesenfischerspinne im Größenvergleich

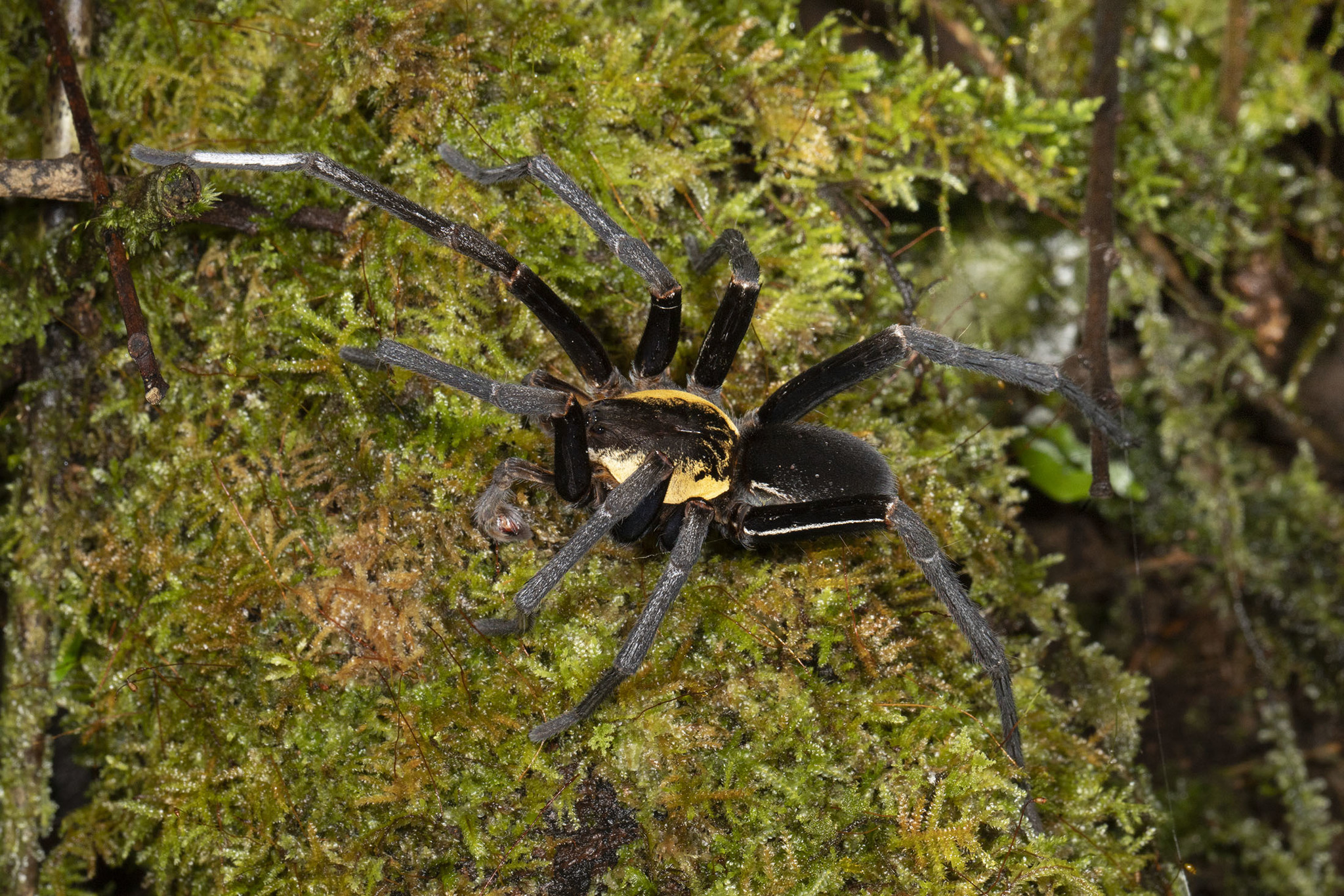
Männliche Riesenfischerspinne

Riesenfischerspinnen sind verhältnismäßig große Spinnen und erreichen je nach Art und Geschlecht eine Körperlänge von 15 bis 40 Millimetern. Die Beinspannweite beträgt maximal gut 200 Millimeter. Mit diesen Maßen zählen sie zu den weltweit größten Echten Webspinnen (Araneomorphae). Sie sind zusammen mit den Bananenspinnen (Phoneutria) die größten Kammspinnen (Ctenidae) der Neotropis.
Das Integument (äußere Körperhülle) ist braun gefärbt und der gesamte Körper der Spinnen ist mit einem dichten Kleid aus Setae (chitinisierten Haaren) bedeckt. Einige ebenso dicht angelegte gelbe, purpurne oder weiße Setae bilden bei den einzelnen Arten jeweils verschieden ausgeprägte Farbmuster. Ventral (unten) fällt die Färbung meistens heller aus. Die Männchen sind normalerweise heller als Weibchen gefärbt. Weil die Körpergröße sowie die Größe der Geschlechtsorgane stark variieren können, sind die Arten der Riesenfischerspinnen schwierig zu unterscheiden. Der Fundort kann Aufschluss über die jeweilige Art geben.

### Habitus

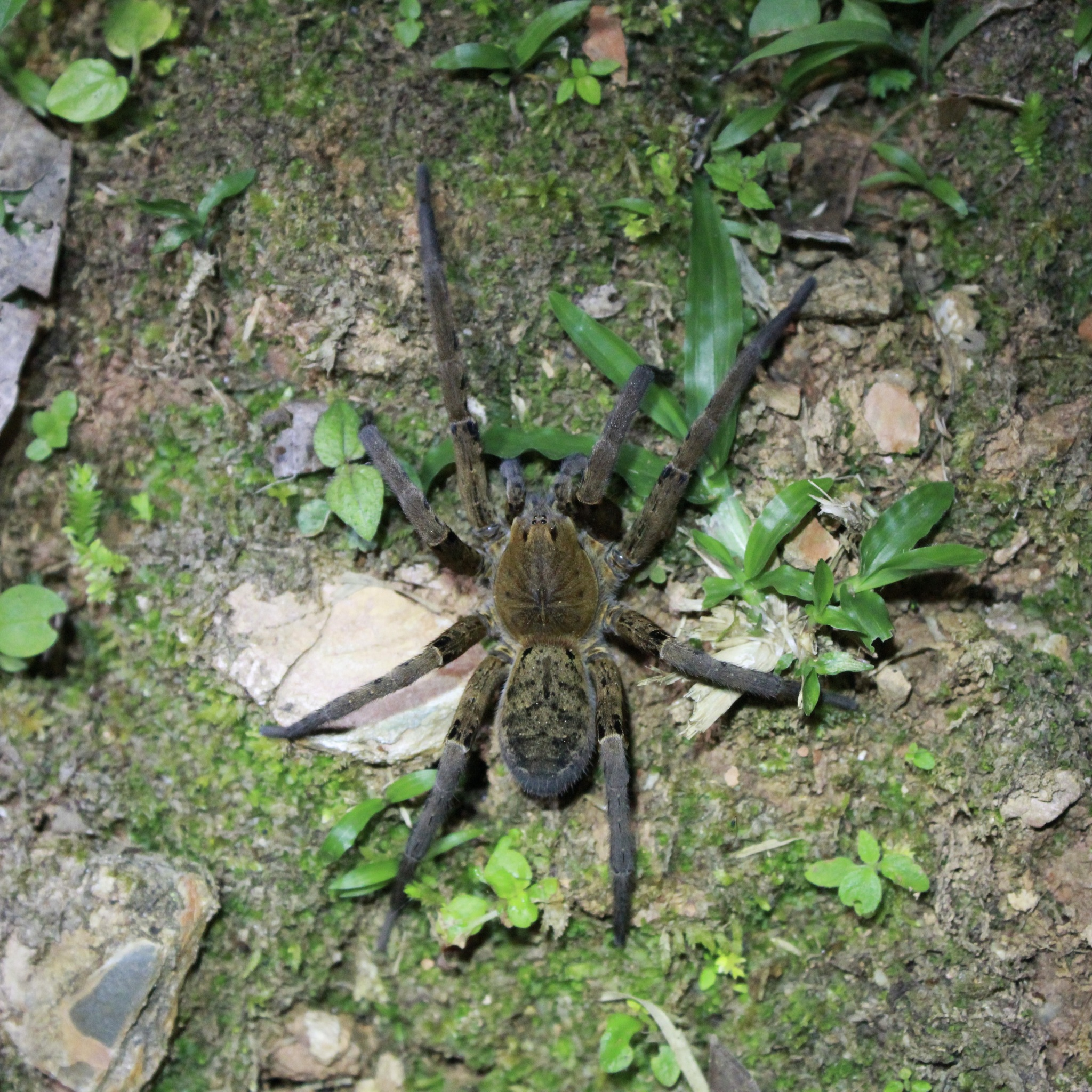
Dorsalansicht einer weiblichen Riesenfischerspinne

Das Prosoma (Vorderkörper) erscheint dorsal (oben) betrachtet oval bis birnenförmig, ist grundsätzlich jedoch kuppelförmig. Es ist 1,2- bis 1,4-mal länger als breit, wobei seine Höhe etwa einen Fünftel der Länge vom Prosoma einnimmt. Der cephale (am Kopf gelegene) Bereich ist bei den Riesenfischerspinnen nicht erhöht. Die Fovea (an den Muskeln des Saugmagens ansetzende Einkerbung) erscheint linear angelegt und abgeflacht. Der Augenbereich ist von schmaler Beschaffenheit. Die acht Augen sind je in drei Reihen in der Formation 2-4-2 angegliedert, wobei frontal betrachtet jedoch auch bei den Riesenfischerspinnen je zwei übereinander befindliche Augenreihen mit je vier Augen erkennbar werden. Beide Augenreihen sind stark rekursiv (zurückgebogen). Das mediane (mittlere) Augenviereck ist posterior (hinten) etwa so lang wie breit und anterior (vorne) kaum schmaler. Mit Ausnahme der anterior lateralen (seitlichen) Augen weisen alle Augen eine runde Form auf. Der Clypeus (Abschnitt zwischen den anterioren Augen und dem Vorderrand des Carapax) ist mäßig hoch, seine Höhe beträgt weniger als der Doppelwert vom Durchmesser der anterior medianen Augen. Männliche Riesenfischerspinnen weisen auf dem Carapax (Rückenschild des Prosomas) marginal (randseitig) breite weiß bis gelb gefärbte Bänder auf. Die einzige Ausnahme bildet das Männchen von A. terrenus, dessen Carapax hell purpurfarben bis goldbraun gefärbt ist.

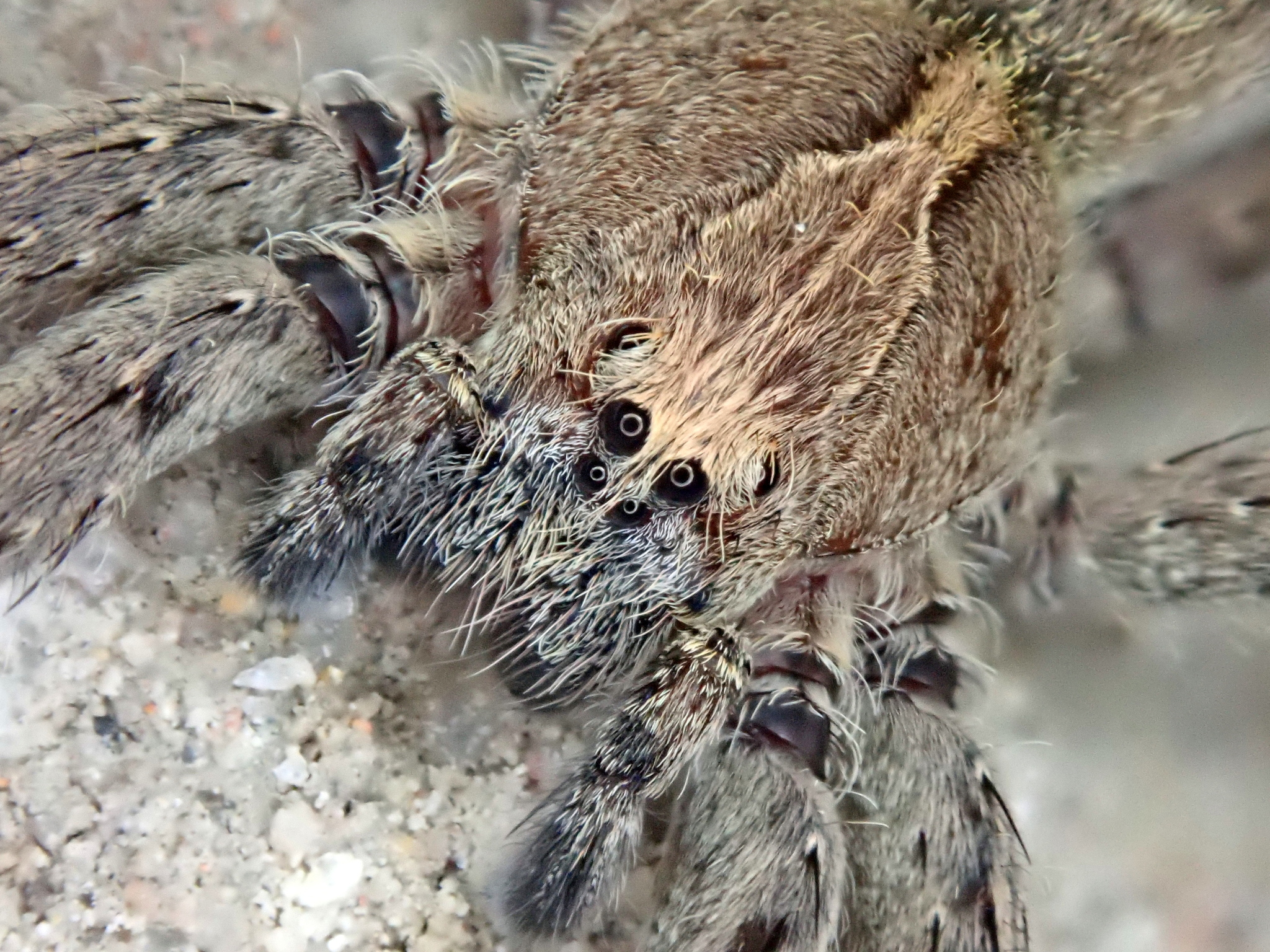
Frontale Detailansicht einer weiblichen Riesenfischerspinne mit gut erkennbaren Augen und Cheliceren

Die Cheliceren (Kieferklauen) sind kräftig und haben einen großen Vorsprung, an der Basis sind sie mit langen Haaren (oft weiß) bedeckt. Die Klauenglieder weisen retromarginal (innen randseitig) je drei oder vier kräftige Zähne auf, von denen der dritte manchmal erheblich kleiner als die übrigen ist. Promarginal (vorne randseitig) sind an diesen Gliedern jeweils ein großer medianer und ein oder zwei kleine Zähne vorhanden. Dem Labium (sklerotisierte bzw. verhärtete Platte zwischen den Maxillae und vor dem Sternum) fehlt eine basale (an der Basis gelegene) Kerbe und es ist anderthalbmal so breit wie lang. Das Sternum (Brustschild des Prosomas) hat eine annähernd kreisförmige Gestalt.

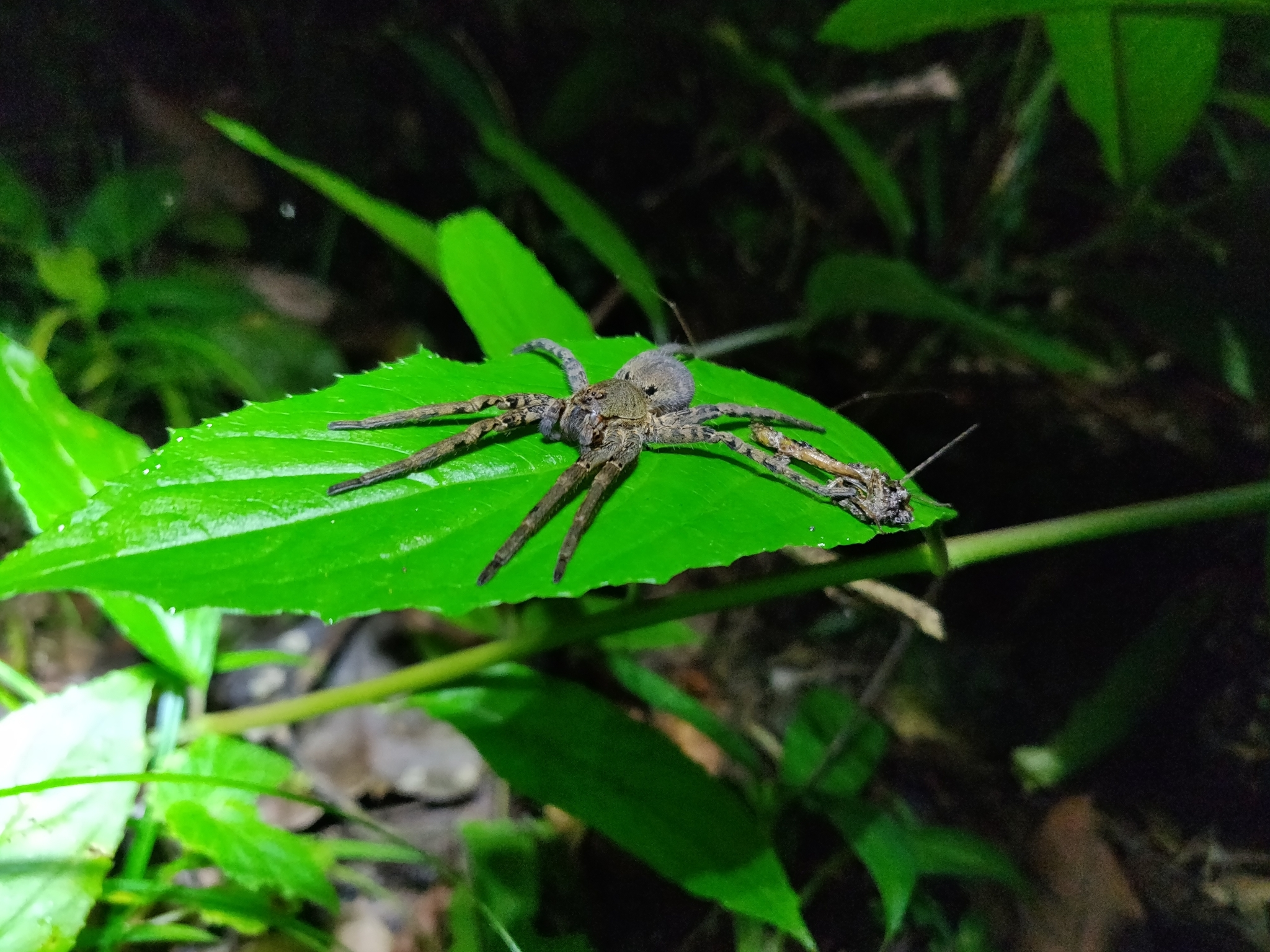
Weitere Frontalansicht einer weiblichen Riesenfischerspinne, rechts die Reste eines von dieser verzehrten Beutetieres

Die Beine sind vergleichsweise lang, die Beinformel (absteigende Längenformel der Beinpaare) lautet wie bei vielen Spinnen 4-1-2-3. Die Männchen haben im Verhältnis längere Beine als die Weibchen, der Verhältniswert der Gesamtlänge vom vierten Beinpaar zur Länge des Prosomas beträgt bei Männchen 4,2 bis 5,2, bei Weibchen 3,7 bis 4. Zwei jeweils paarweise angeordnete Klauen der Tarsen (Fußglieder) sind gekämmt, die dritte alleinstehende Klaue ist kleiner mit einer dichten Scopula (Bedeckung aus Haftsetae) versehen. Klauenbüschel fehlen ganz. Apikal (zur Spitze gelegen) befinden sich auf allen Patellae (Glieder zwischen Femora und Tibien) einzelne große, gebogene und daneben weitere in zwei Reihen aufgeteilte Trichobothria (Tastsetae) an den Tibien (Schienen) und den Metatarsen (Fersengliedern). Alle Trichobothria haben basal (an der Basis) eine quergestreifte Haube und werden von der Basis bis zur Spitze des jeweiligen Beins länger. Die Femora (Schenkel) der Beine und der Pedipalpen (umgewandelte Extremitäten im Kopfbereich) weisen dorsale und laterale Stacheln auf.

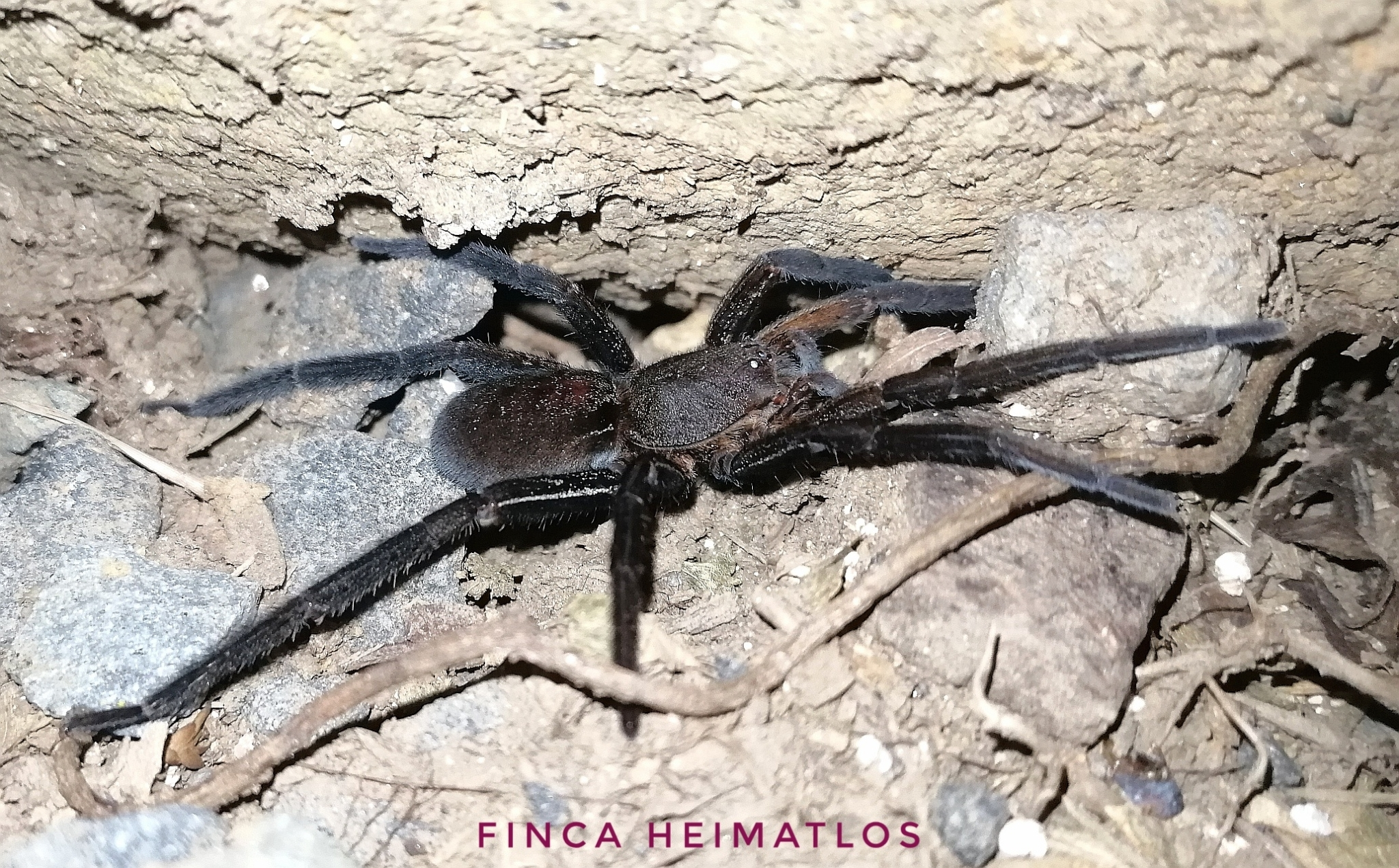
Lateralansicht einer weiblichen Riesenfischerspinne mit den hier gut erkennbaren Beinstrukturen

Die Männchen haben je einen pro- (vorne seitlichen) und einen retrolateralen (hinten seitlichen) Stachel an den Patellae aller Beinpaare, die Weibchen nur an denen der beiden hinteren. An den Tibien der beiden vorderen Beinpaare befinden sich ventral 4 und zusätzlich an denen des zweiten sowie des vierten jeweils drei Paare kurzer Stacheln. Den Weibchen fehlen überdies dorsale und laterale Stacheln an den Tibien der beiden vorderen Beinpaare, dafür ist eventuell ein kurzer prolateraler ausgeprägt. Es befinden sich je zwei prolaterale, zwei oder drei retrolaterale und zwei oder drei dorsale Stacheln an allen Tibien bei den Männchen und an denen der beiden hinteren Beinpaare der Weibchen. Die Metatarsen der beiden vorderen Beinpaare verfügen ventral über jeweils vier bis sieben Stacheln, die Männchen haben zusätzlich je drei prol- und drei retrolaterale sowie eventuell zwei kleine dorsale apikale Stacheln. Die Metatarsen beider hinterer Beinpaare verfügen je ventral über paarige apikale und bis zu 10 alleinstehende und überdies drei bis fünf prolaterale, drei bis vier retrolaterale und drei bis sechs dorsale Stacheln. Die Tarsen der beiden hinteren Beinpaare besitzen ventral jeweils einen bis 16 kurze Stacheln, die jedoch durch die dichten Scopulae verdeckt werden. Von den dort bei den Männchen nicht vorhandenen Tarsen fällt die Bestachelung der Pedipalpen bei beiden Geschlechtern gleich aus. Dort sind beim Weibchen jeweils zwei oder drei pro- und ein oder zwei retrolaterale Stacheln, bei den Männchen an den dort anstelle der Tarsen befindlichen Bulbus (männliches Geschlechtsorgan) keiner oder maximal zwei laterale Stacheln. An den Femora sind je vier bis sechs dorsale sowie ein pro- und ein retrolateraler, an den Patellae ein prolateraler und an den Tibien zwei pro- und ein retrolateraler Stachel befindlich.

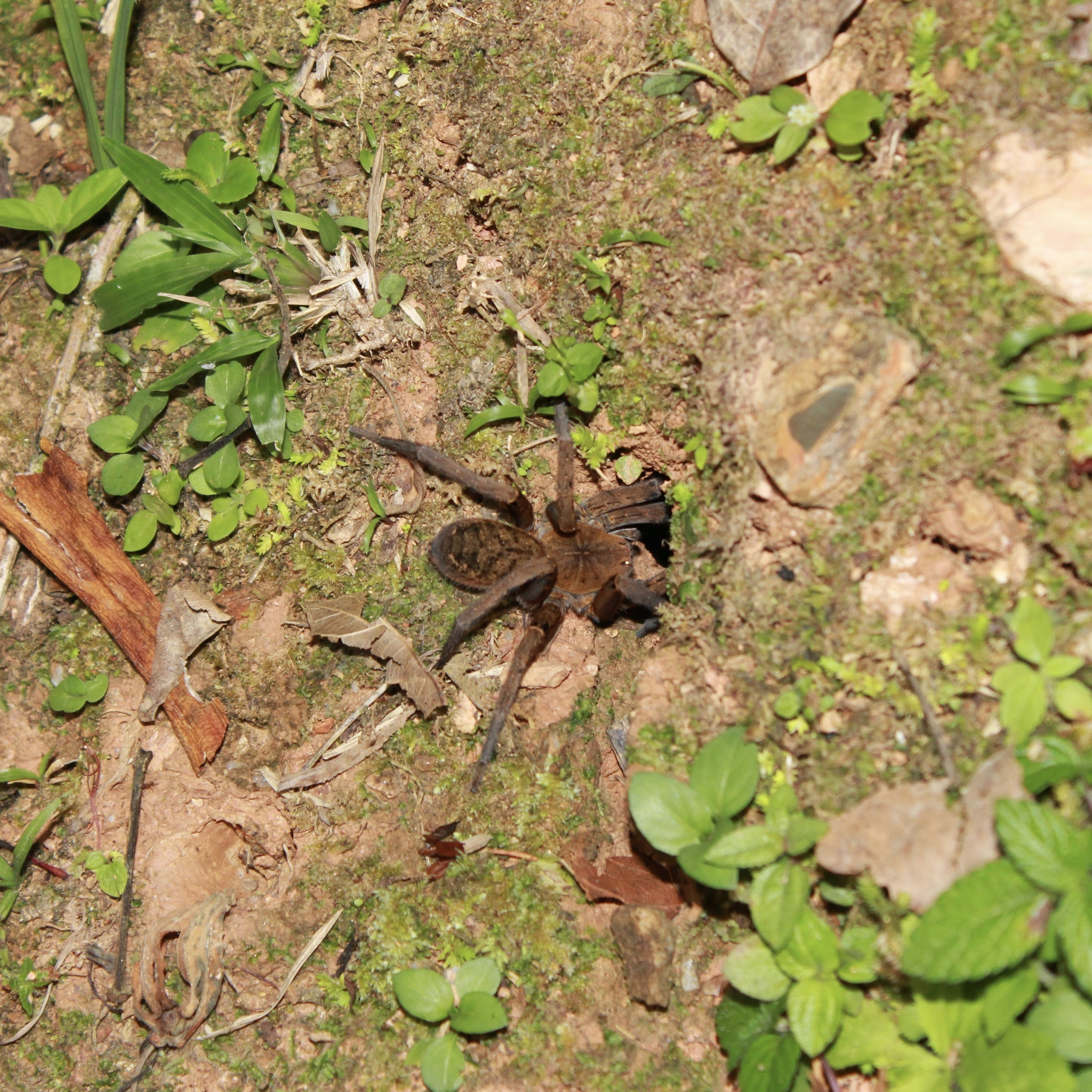
Rückansicht einer weiblichen Riesenfischerspinne mit Blick auf das Opisthosoma

Das Opisthosoma (Hinterleib) hat ein bis drei Fleckenpaare, die bei dunklen Individuen jedoch schwer erkennbar sind. Die anterior lateralen Spinnwarzen sind zweiteilig und haben einen abgeschnitten wirkenden distalen Teil. Sie tragen jeweils zwei große Spinndrüsen der sog. Ausprägung Glandula ampullata major (große Ampullendrüsen) nahe dem Innenrand und etwa 80 bis 100 Glandulae piriformis auf abgeflachter Basis bei den Weibchen sowie 70 bis 90 Glandulae piriformis (birnenförmige Drüsen) bei Männchen. Die posterior medianen Spinnwarzen sind unsegmentiert und fast genauso groß wie die anterior lateralen. Die der Weibchen beinhalten innen marginal je zwei Glandulae ampullata minor (kleine Ampullendrüsen) und 50 Glandulae tubuliformes (zylindrische Drüsen) mit länglichen Schäften. Bei den Männchen fehlen diese Spinndrüsen an den posterior medianen Spinnwarzen, dafür sind bei ihnen je zwei kleine Glandulae ampullate tartiporous (röhrenförmige Drüses) und etwa 30 Glandulae aciniformes (beerenförmige Drüsen) ausgebildet. Die posterior lateralen Spinnwarzen haben einen zweiteiligen Aufbau und sind länger und schmaler als die übrigen. Der distale Bestandteil, der ein Drittel der gesamten Spinnwarze ausmacht, trägt bei Weibchen jeweils 100 bis 120 Zapfen der Glandulae aciniformes und bei Männchen etwa 80 Drüsen der gleichen Ausprägung. Der eher kleine und kugelförmige Colulus (vermutlich funktionsloser Hügel und Rest der sog. Cribelli und Calamistri) ist mit vielen Setae bedeckt. Riesenfischerspinnen zählen wie alle Kammspinnen zu den ecribellaten Spinnen.

### Genitalmorphologische Merkmale

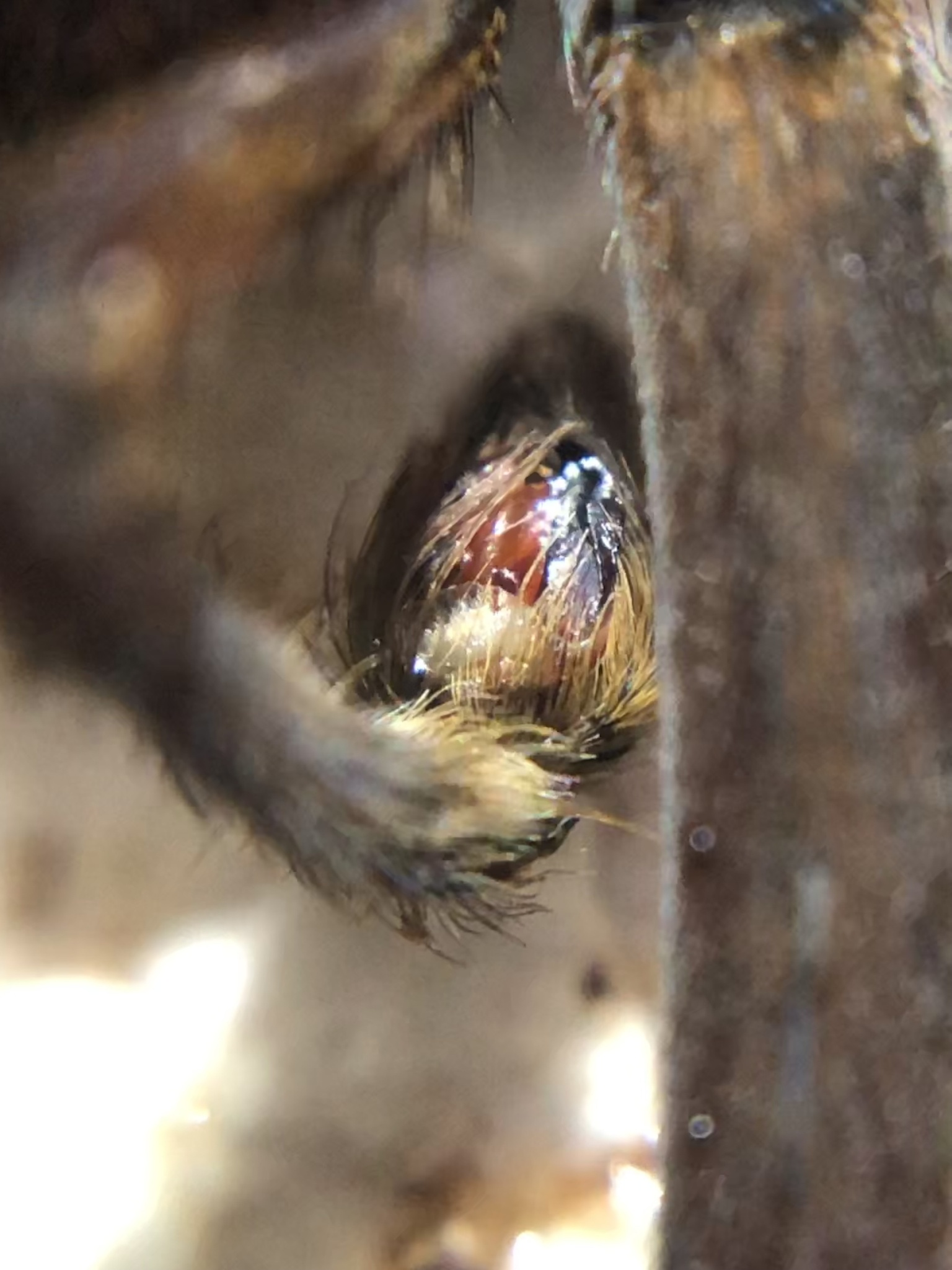
Bulbus einer männlichen Riesenfischerspinne

Die Tibien der Pedipalpen haben bei den Männchen der Riesenfischerspinnen je eine ventrale, kurze und gebogene sowie eine größere retrolaterale Apophyse (Fortsatz). Der Embolus (drittes und letztes Sklerit, bzw. Hartteil des Bulbus) ist an der Basis verbreitert und wird im weiteren Verlauf von einem durchsichtigen Membranlappen flankiert. Dieser wiederum ist fadenförmig und im flügelartigen Konduktor (den Embolus führender und stützender Fortsatz) eingebettet. Gegenüber vom Konduktor gelegen ist eine sehr charakteristische hammerartige Medianapophyse. Die Form der Epigyne (weibliches Geschlechtsorgan) mit je nach Art spezifischer Medianplatte erinnert allgemein an die eines Fahrradsattels. Diese Platte ist entweder als schmales abgerundetes Dreieck, als breites Rechteck, nahezu kreisförmig, als breites Dreieck oder schmales Rechteck mit oder ohne mittlere Ausstülpung oder Aushöhlung gebaut. Die Medianplatte wird von breiten Lateralplatten flankiert. Die Vulva besteht aus einem Paar einfacher, großer und sub- bis kugelförmige Spermatheken (Samentaschen) mit mehreren Poren zusammen. Die Kopulationsöffnungen befinden sich anterolateral (vorne seitlich) oder lateral dort, wo die anterioren Kanten der Lateralplatten mit der Medianplatte in Berührung kommen. Daher setzen die vergleichsweise breiten Kopulationsgängen dort anterolateral oder lateral an und reichen von ventraler nach innerer Richtung zu den Spermatheken. Die Kanäle der Spermatheken sind schmal, kurz und entspringen ebenfalls ventral von den Spermatheken hinter dem Anfang der Kopulationsgänge.

## Verbreitung und Lebensräume

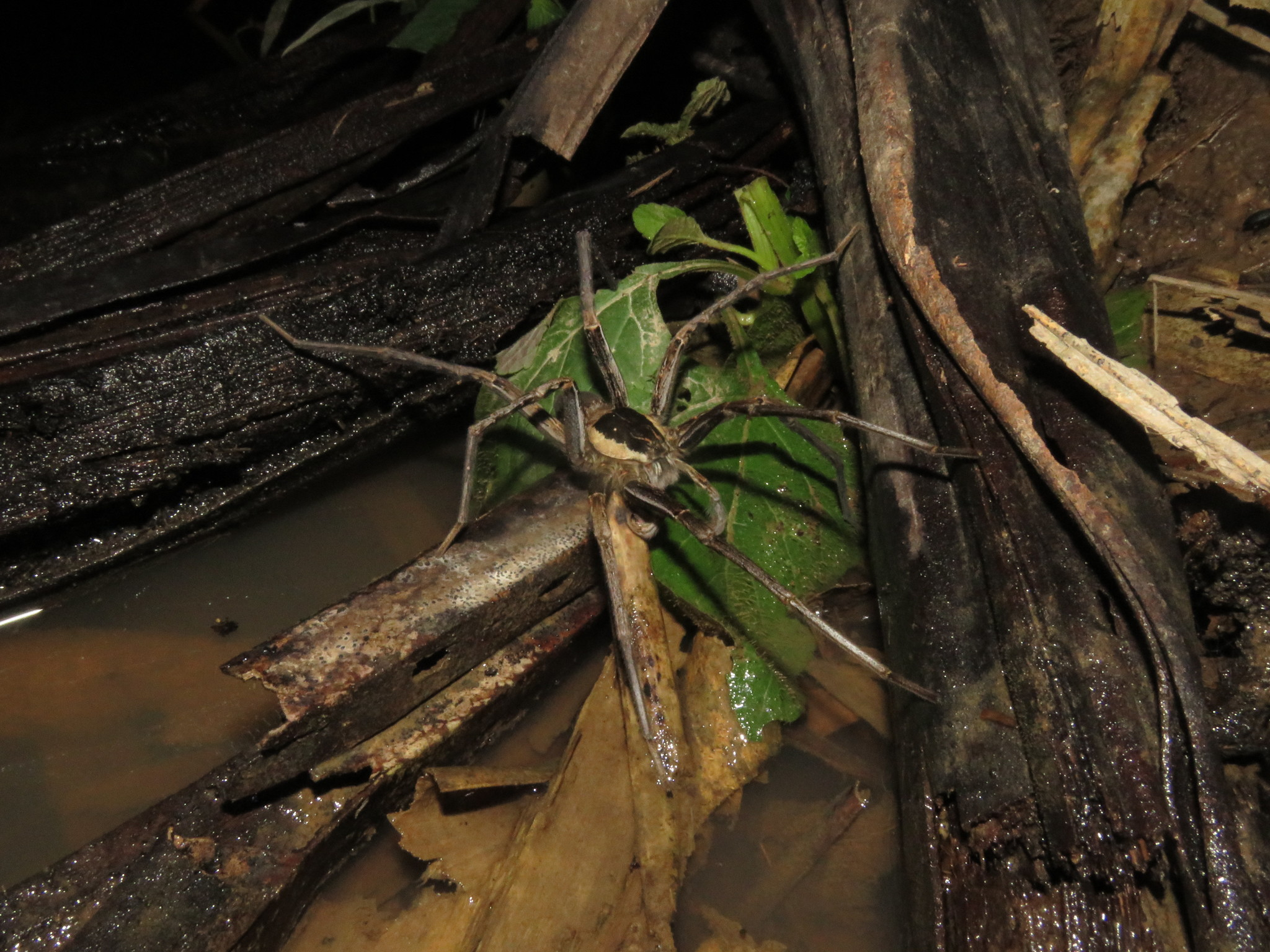
Männliche Riesenfischerspinne, gefunden bei Gewässervegetation nahe der kolumbianischen Stadt Riberalta.

Die Gattung der Riesenfischerspinne ist in der Neotropis vertreten und ihr in Mittel- und Südamerika befindliches Verbreitungsgebiet reicht nördlich von El Salvador und Honduras in südliche Richtung bis in den Norden Argentiniens. Den Verbreitungsschwerpunkt der Gattung bildet dabei das Amazonasbecken. Ihre hygrophilen (feuchtigkeitsliebenden) Arten bewohnen tropische Areale wie die Regenwälder des Amazonasbecken oder die Mata Atlântica. Dort nehmen Riesenfischerspinnen aufgrund ihrer Biologie meistens die Nähe von Teichen oder kleinen Bächen oder die Uferbereiche größerer Flüsse als Habitat (Lebensraum) an. Auch bewohnen sie gerne Ufervegetationen.

## Lebensweise

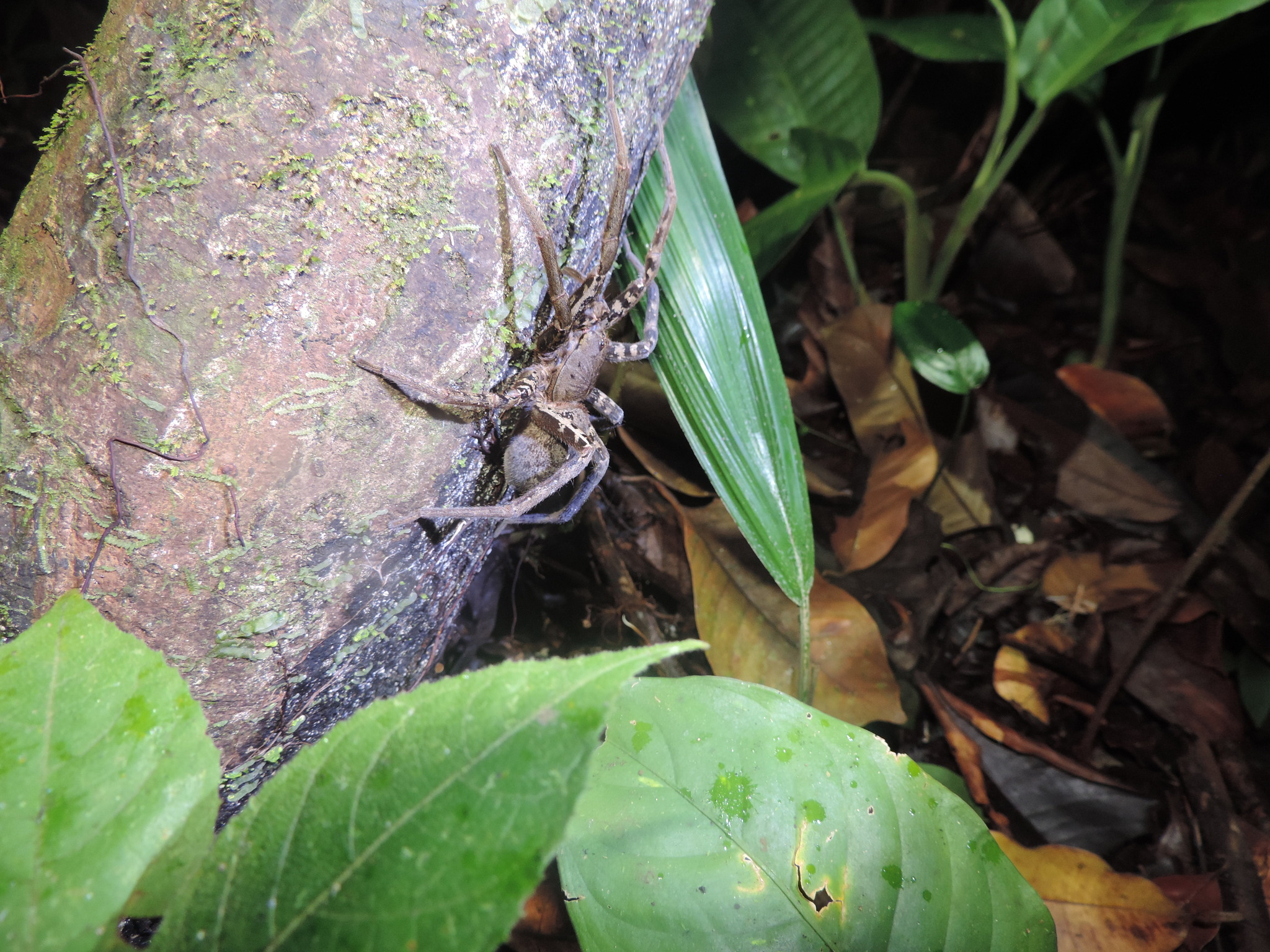
In der Nacht aktive weibliche Riesenfischerspinne auf der Rinde eines Baumes

Soweit bekannt sind Riesenfischerspinnen wie andere Kammspinnen (Ctenidae) nachtaktiv und vornehmlich terrestrisch (bodenbewohnend). Gelegentlich klettern sie jedoch auf höher gelegenes Gelände wie Bäume, etwa, um Überschwemmungen oder Wanderameisen zu entkommen. Den Tag verbringen die nomadischen Spinnen dann in temporären Verstecken wie Felsspalten und kommen nachts hervor.
Bemerkenswert ist die semiaquatische Biologie von Riesenfischerspinnen, die durch ihre hydrophobe (wasserabweisenden) Cuticula (Außenhaut des Exoskeletts bzw. Außenpanzers) und ihr dichtes Kleid aus Setae ermöglicht wird. Dadurch können sie sich sowohl rudernd auf der Wasseroberfläche fortbewegen als auch unter Wasser tauchen und dort mithilfe eines zwischen den Setae gespeicherten Sauerstoffvorrats über 30 Minuten verweilen. Die Lebensweise der Riesenfischerspinnen ist mit der anderer semi- bis aquatischer Spinnen, wie den Uferjägern (Dolomedes), den Piratenspinnen (Pirata) und der Wasserspinne (Argyroneta aquatica), vergleichbar.

### Jagdverhalten und Beutespektrum

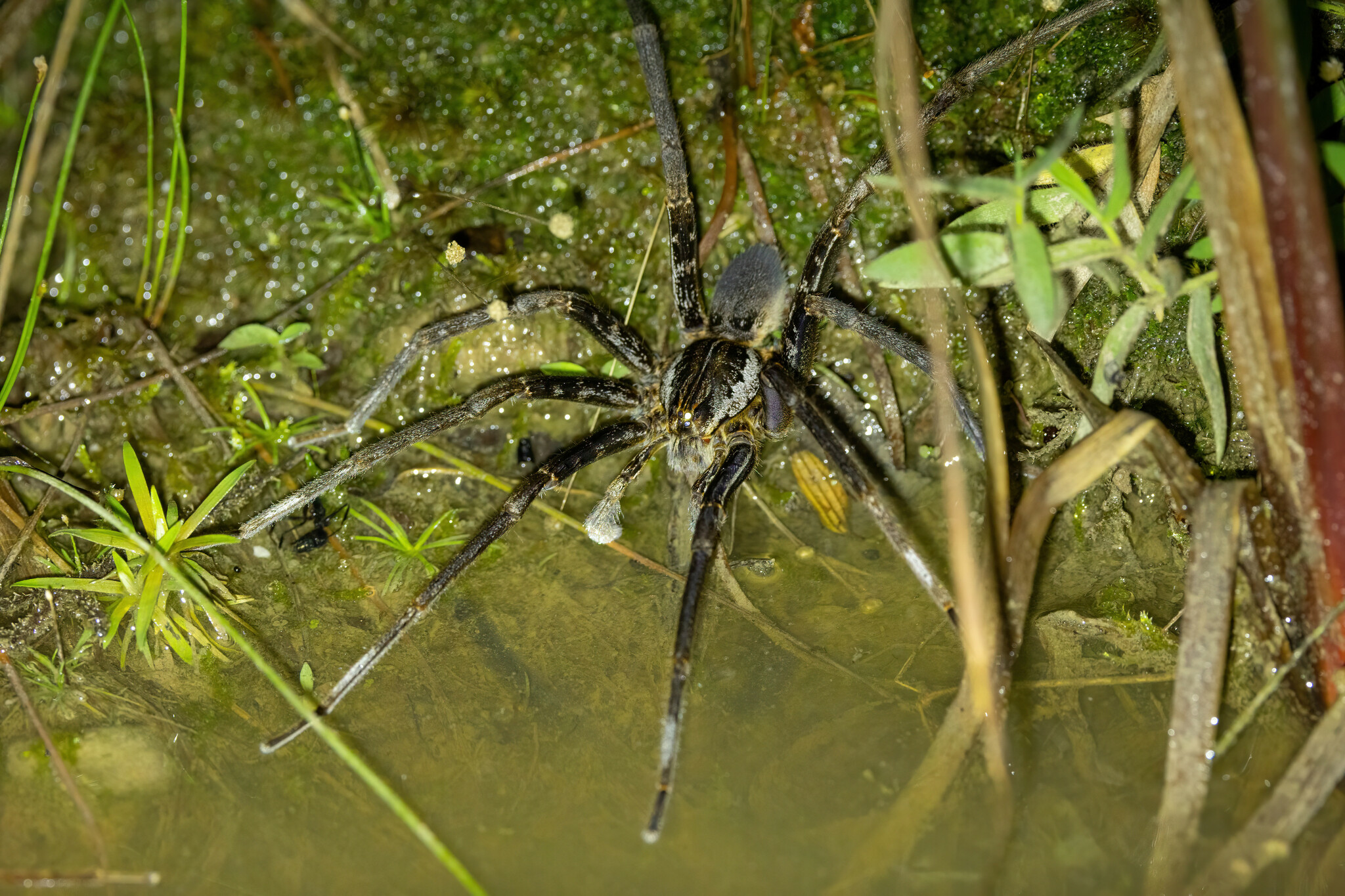
Auf Beute lauernde männliche Riesenfischerspinne an einem Gewässerufer

Die wie für Spinnen üblich räuberisch lebenden Riesenfischerspinnen legen wie alle Kammspinnen (Ctenidae) keine Spinnennetze zum Beutefang an, sondern erlegen Beutetiere freilaufend als Lauerjäger. Dabei verharren sie über längere Zeit an geeigneten Jagdpositionen, vorzugsweise in Gewässernähe. Der Beutezugriff kann auch unter Wasser erfolgen. Das Beutespektrum setzt sich mehrheitlich aus verschiedenen Gliederfüßern zusammen. Allerdings ist von einigen Arten bekannt, dass diese auch Fische, Frösche und Kaulquappen erlegen können.

Riesenfischerspinnen mit verschiedenen Beutetieren
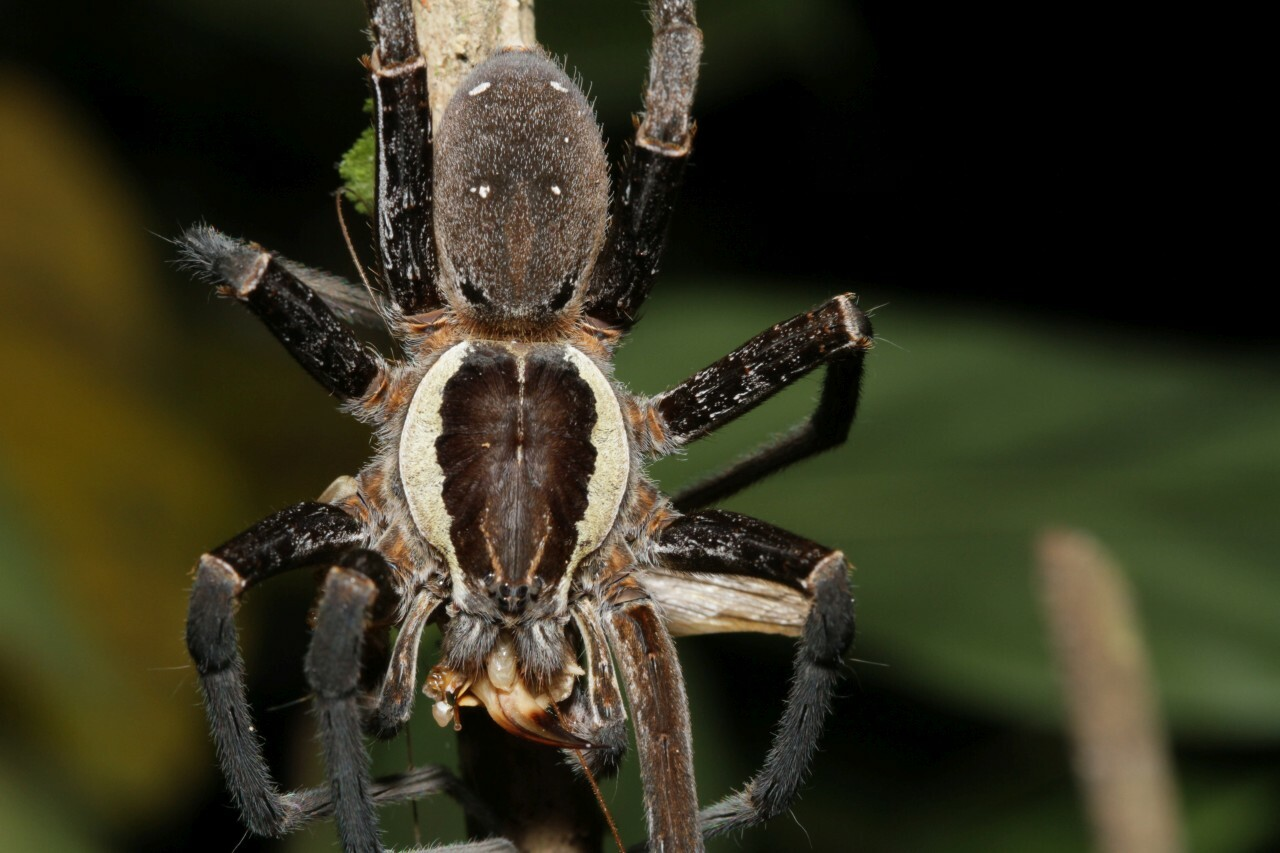
Männliche Riesenfischerspinne mit erbeuteter Echter Grille (Gryllidae sp.)
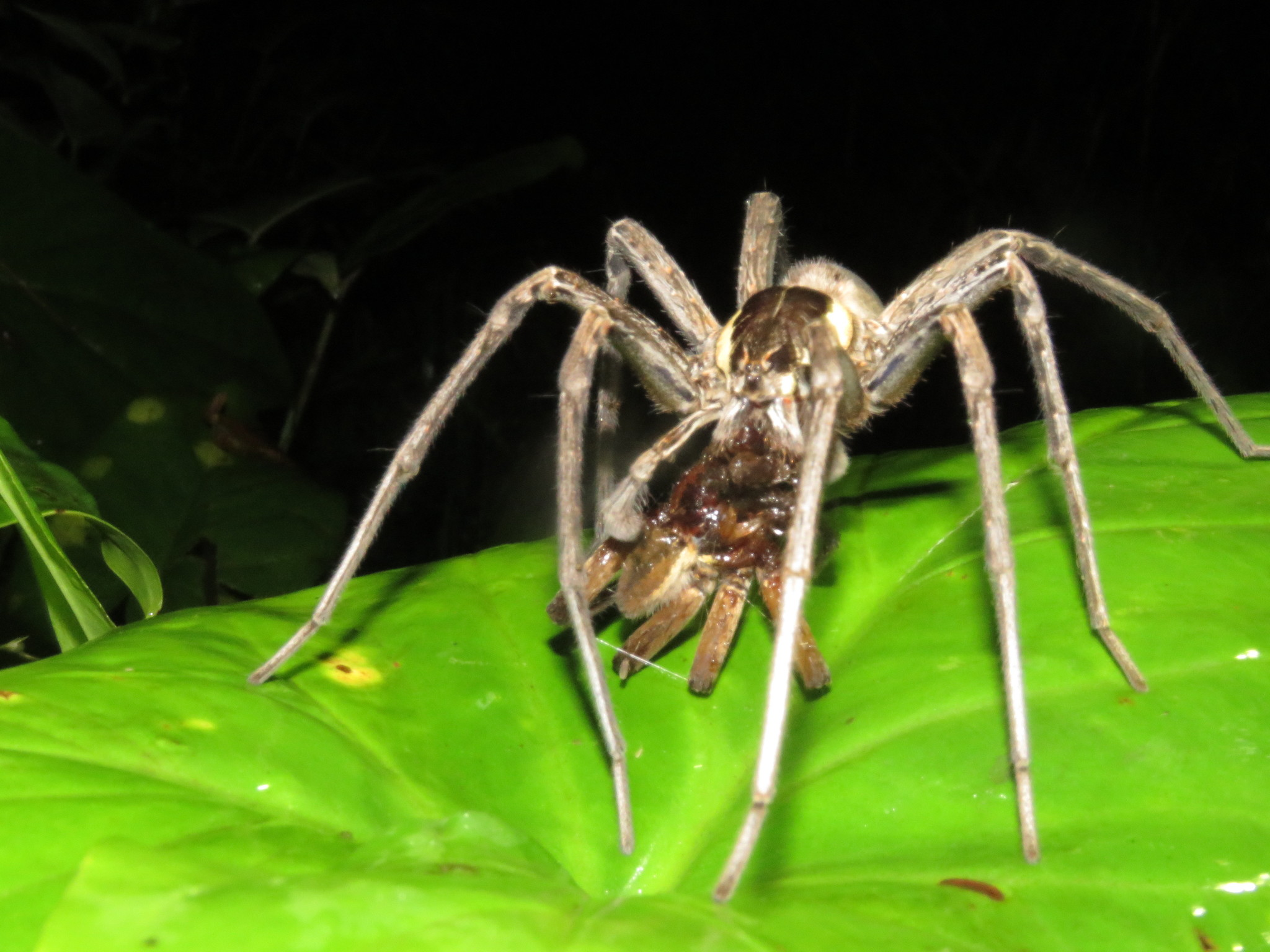
Männliche Riesenfischerspinne mit anderer Spinne als Beute
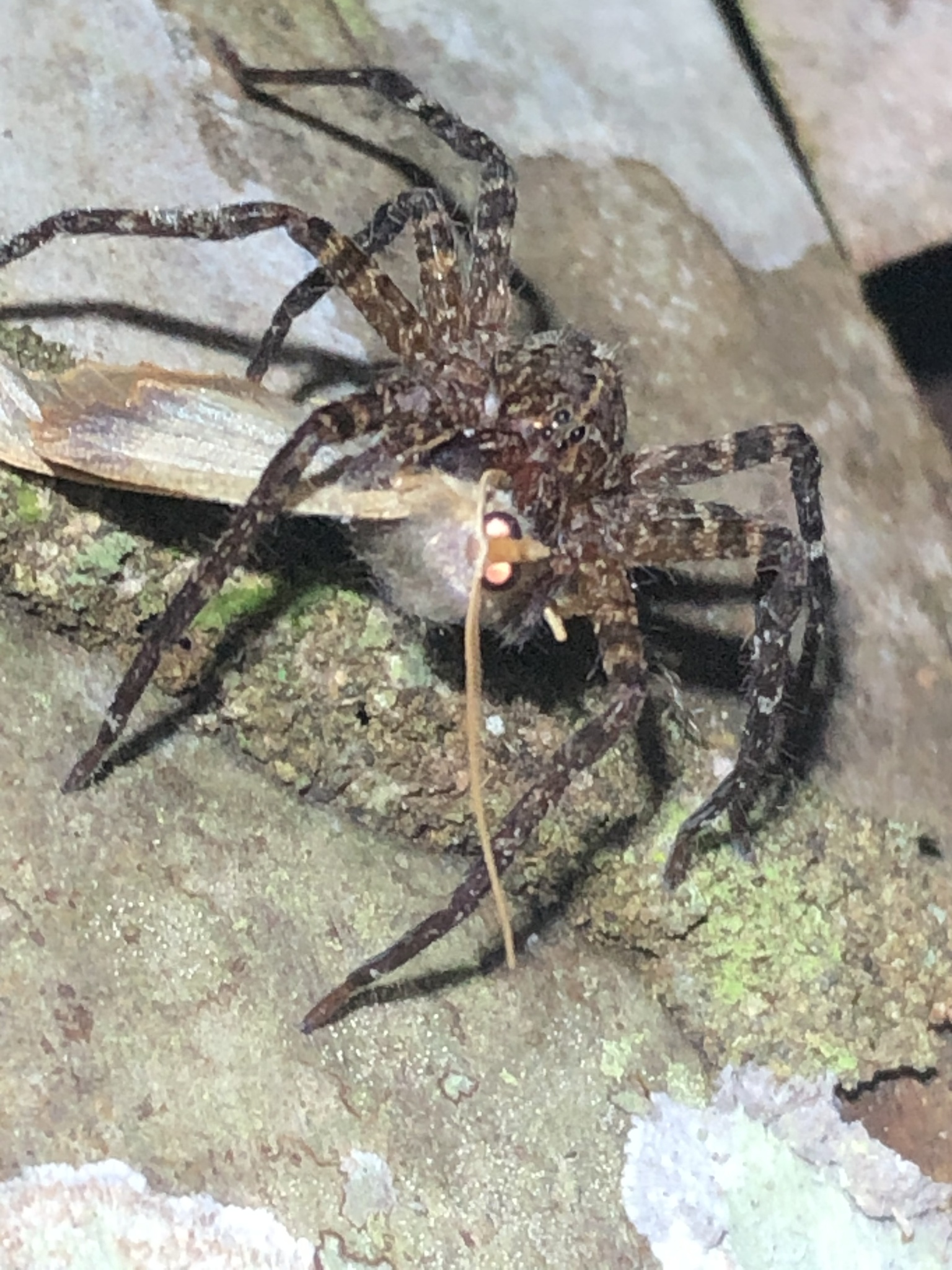
Weibliche Riesenfischerspinne mit erbeutetem Nachtfalter
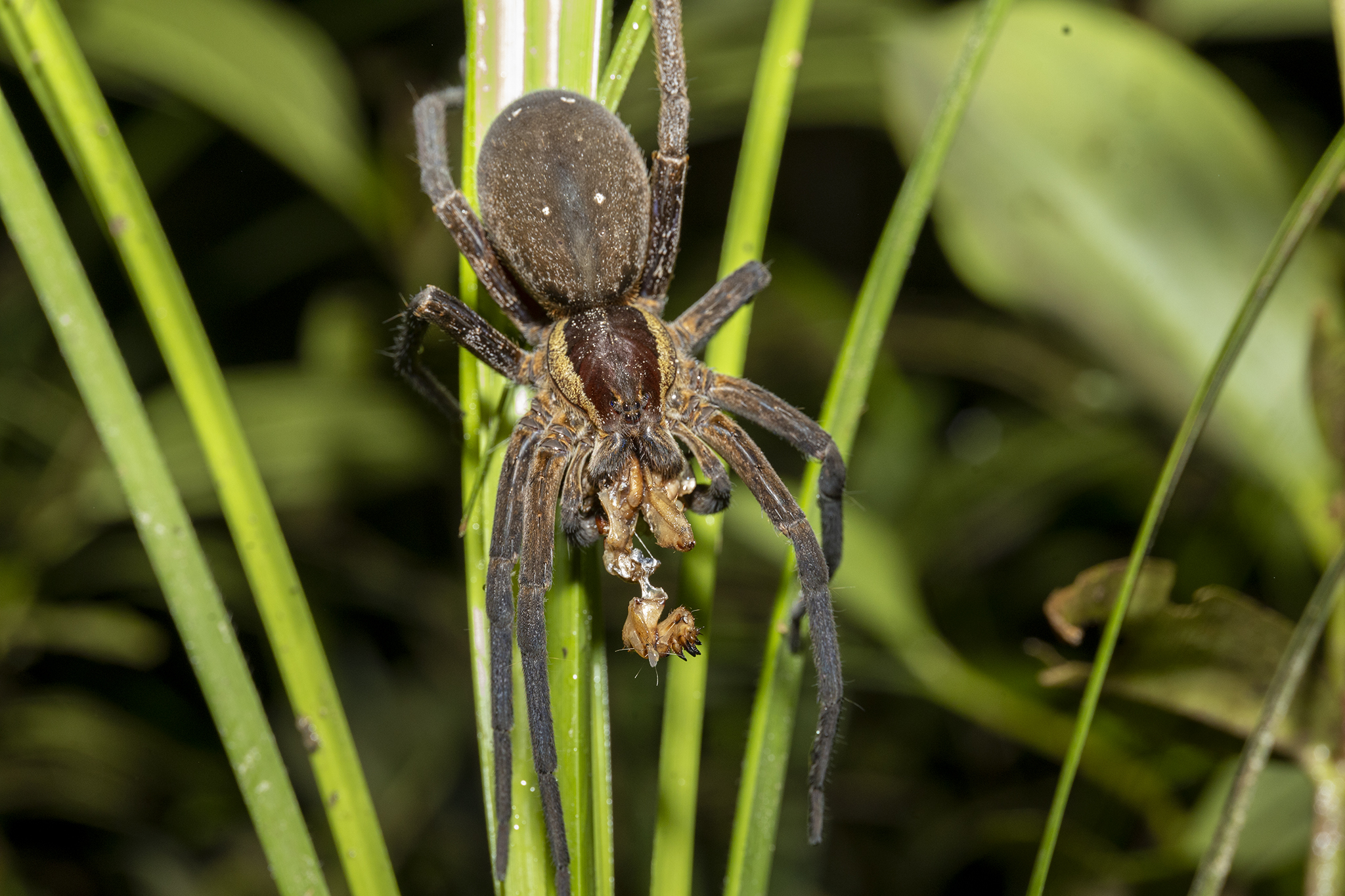
Weibliche Riesenfischerspinne mit erbeuteter Maulwurfsgrille (Gryllotalpidae sp.)
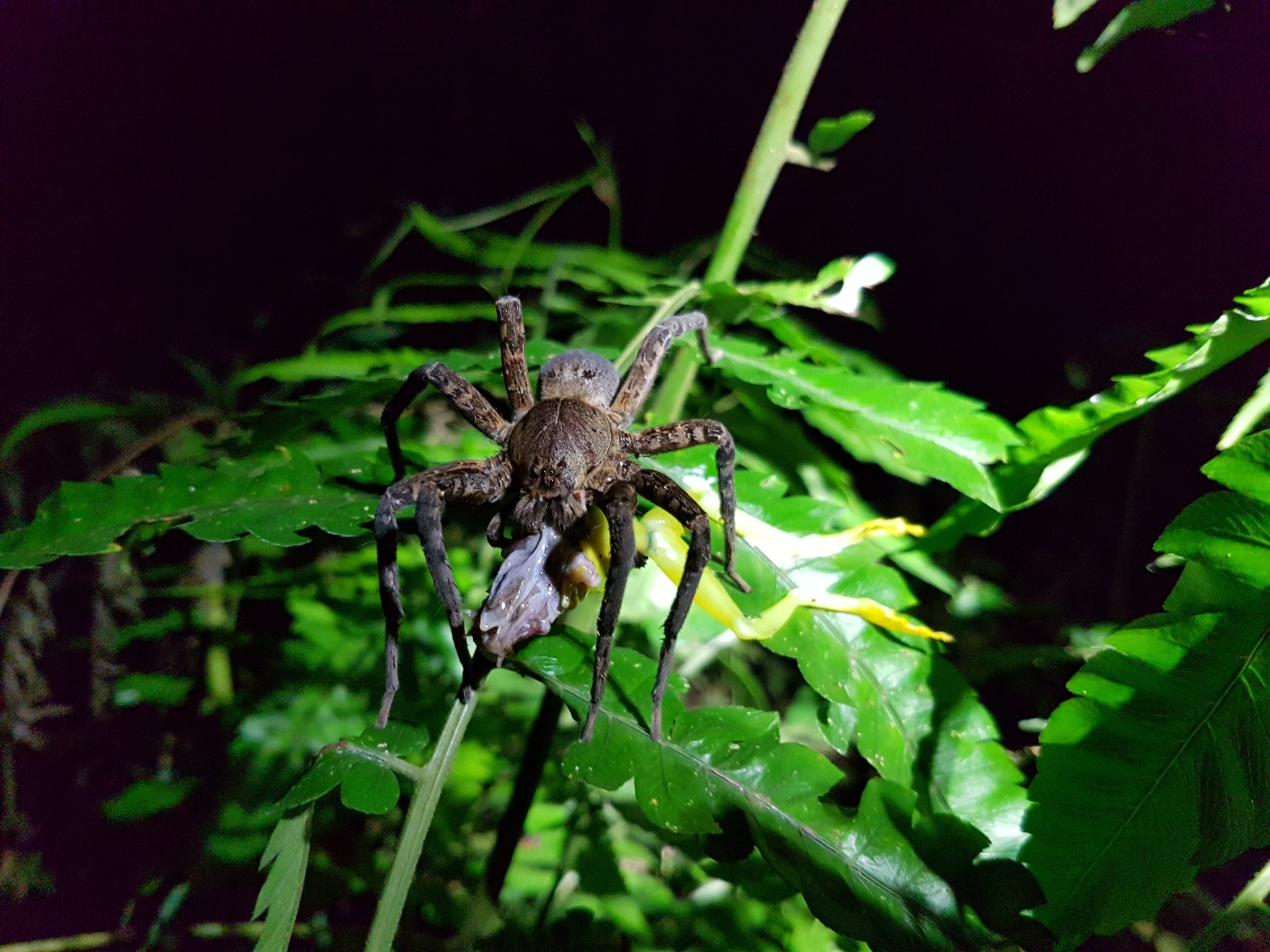
Weibliche Riesenfischerspinne mit erbeutetem Frosch

### Natürliche Feinde

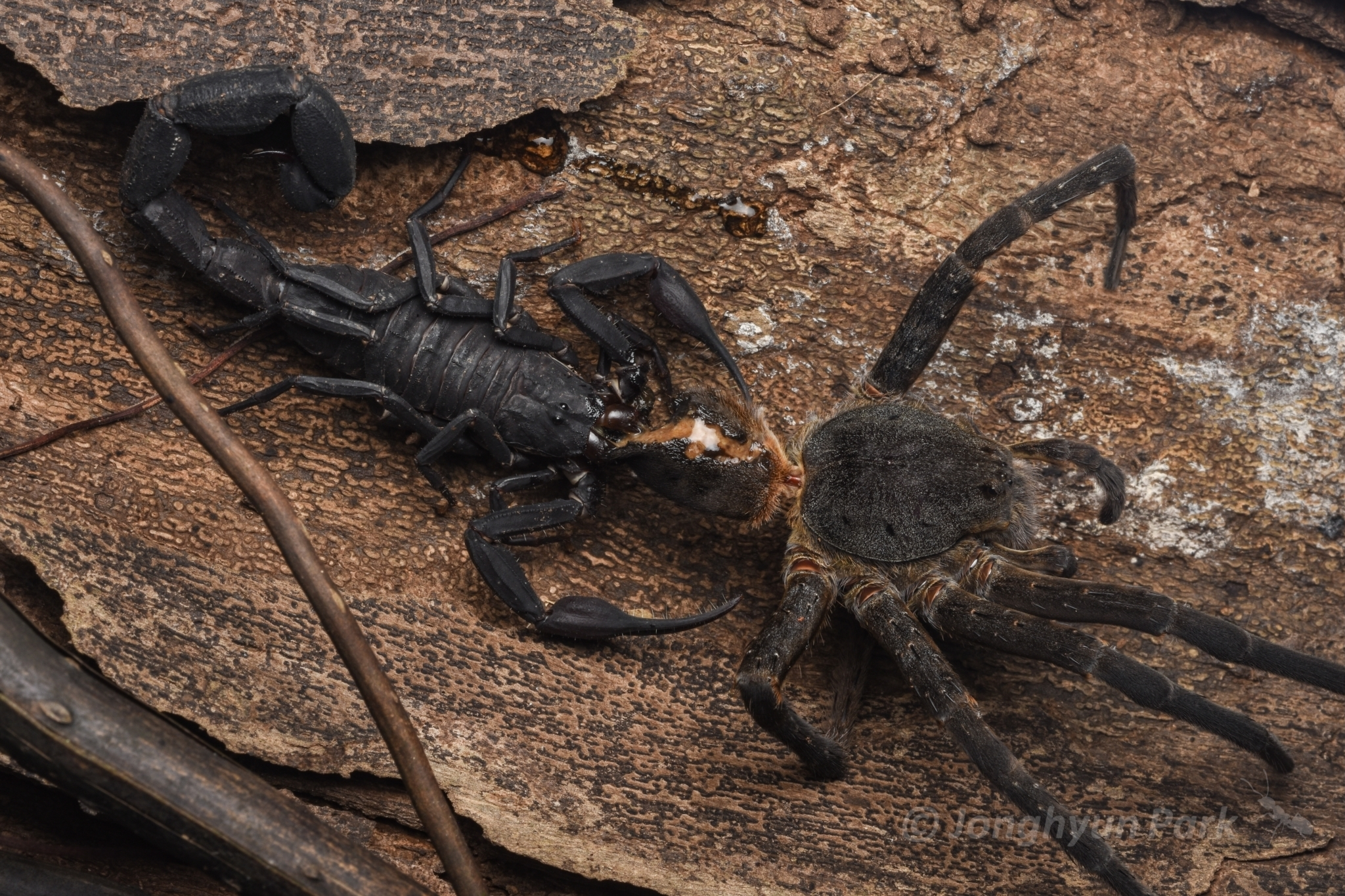
Weibliche Riesenfischerspinne als Beute eines Skorpions

Insbesondere Wegwespen sind als Antagonisten der Riesenfischerspinnen überliefert. Daneben ließ sich auch das Erbeuten eines Individuums der Riesenfischerspinne (A. rufus) von einem Skorpion der Art Tityus strandi nachweisen.

### Lebenszyklus

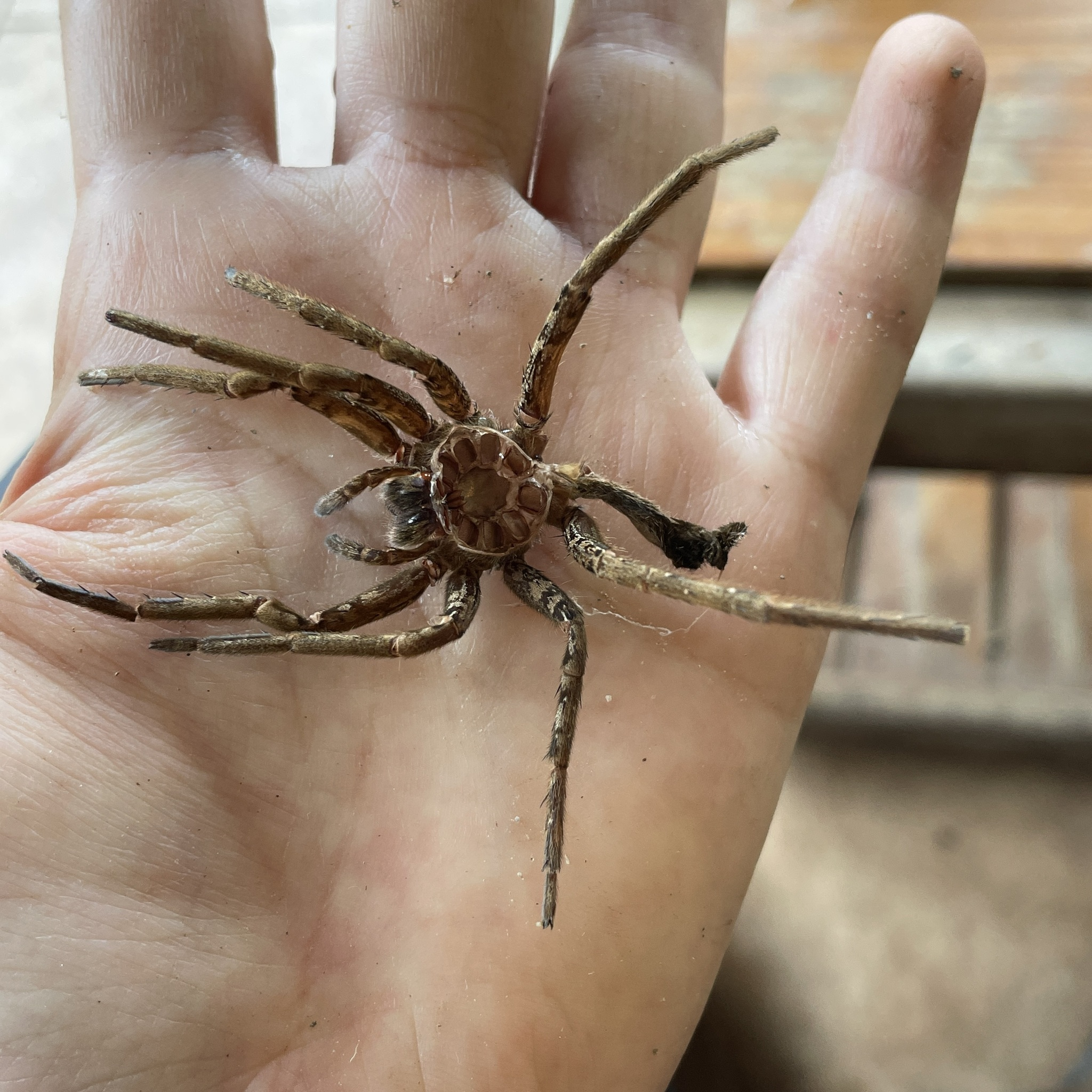
Exuvie einer Riesenfischerspinne

Der Lebenszyklus mitsamt dem Fortpflanzungsverhalten der Riesenfischerspinne ist im Falle einiger Arten, etwa der Wasserjagdspinne (A. bogotensis) oder der Riesenfischerspinne (A. rufus), gut erforscht. Bereits begattete Weibchen einzelner Vertreter können gelegentlich mit verschlossenen Epigynen vorgefunden werden, was darauf deutet, dass die Männchen die Geschlechtsorgane ihrer Geschlechtspartner verschließen, um eine Begattung durch andere Männchen zu verhindern.
Ein begattetes Weibchen der Gattung betreibt nach Eigenart der Wolfspinnenartigen (Lycosoidea) eine verglichen mit anderen Spinnen ausgeprägte Brutpflege und fertigt einige Zeit nach der Kopulation nacheinander mehrere Eikokons an, die vergleichsweise groß und kugelförmig sowie braun gefärbt sind. Die braune Färbung entsteht durch die dafür verwendete kräftige Seide, aus der ein Kokon besteht. Diese ist hydrophob, wodurch die im Kokon befindlichen Eier vor eindringendem Wasser geschützt sind. Der Kokon wird vom Weibchen an den Cheliceren angeheftet unter dem Körper anfangs permanent mit sich getragen.
Kurz vor dem Schlupf fertigt das Weibchen ein Brutgespinst, in dem es den Eikokon deponiert und diesen mitsamt dem Nachwuchs sich selbst überlässt. Die Jungtiere verbleiben innerhalb der ersten Fresshäute (Häutungsstadien) in dem Gespinst, das eine schützende Funktion zu haben scheint, ehe sie sich voneinander trennen und selbstständig über weitere Fresshäute heranwachsen. Die Häutungen der Spinnen finden zumeist hängend im Blattwerk von Pflanzen in einer Höhe von 30 bis 50 Zentimetern über dem Bodengrund statt.

## Systematik
Die Systematik der Riesenfischerspinne wurde seit ihrer 1880 von Philipp Bertkau durchgeführten Erstbeschreibung mehrfach geändert. Die Typusart der Gattung ist A. concolor.

### Beschreibungsgeschichte und taxonomische Stellung
Die Riesenfischerspinnen wurden von Bertkau anfangs den Raubspinnen (Pisauridae) zugeführt. Pekka Taisto Lehtinen transferierte die Gattung 1967 bereits erstmalig zu den Kammspinnen (Ctenidae), was 1970 seitens Rita Delia Schiapelli und Berta S. Gerschman de Pikelin wieder rückgängig gemacht wurde. Unter Diana Silva-Dávila erhielten die Riesenfischerspinnen 2003 wiederum ihre noch heute gültige Zugehörigkeit zu den Kammspinnen.
Die zuvor angenommene Zugehörigkeit der Riesenfischerspinnen zu den Raubspinnen wurde mit den Gemeinsamkeiten dieser mit den Uferjägern (Dolomedes) und der Gattung Thalassius begründet, die beide zu dieser Familie zählen. Beide Gattungen ähneln den Riesenfischerspinnen sehr hinsichtlich ihrer Morphologie (Struktur und Form) und der semiaquatischen Lebensweise. Allerdings weisen Riesenfischerspinnen die für Kammspinnen typische Augenstellung auf, zumal die dritte Tarsalklaue bei ihnen wie bei den Kammspinnen reduziert ist. Ferner teilen die Geschlechtsorgane Gemeinsamkeiten mit denen der Kammspinnen.

### Arten
Die Gattung der Riesenfischerspinnen umfasst 11 Arten. Diese und ihre geographischen Verbreitungen sind:
- A. amazonicus Simon, 1898 – Peru, Brasilien
- A. birabeni (Carcavallo & Martínez, 1961) – Argentinien
- Wasserjagdspinne (A. bogotensis) (Keyserling, 1877) – Honduras bis Bolivien
- A. concolor (Perty, 1833) – Brasilien, Bolivien, Paraguay, Argentinien
- A. hewitsoni (F. O. Pickard-Cambridge, 1897) – Bolivien, Brasilien
- A. japura Höfer & Brescovit, 2000 – Brasilien
- A. jau Höfer & Brescovit, 2000 – Brasilien
- A. pantanal Höfer & Brescovit, 2000 – Brasilien
- A. riparius Höfer & Brescovit, 2000 – Brasilien
- Riesenfischerspinne (A. rufus) (Walckenaer, 1837) – Nördliches Südamerika
- A. terrenus Höfer & Brescovit, 2000 – Brasilien

#### Transferierte Arten
4 Arten galten einst als zu den Riesenfischerspinnen zugehörig, wurden jedoch mittlerweile transferiert. Die Arten sind oder waren:
- A. ahrensi (Schmidt, 1961) = Große Wanderspinne (Cupiennius salei)
- A. bimaculatus (Taczanowski, 1874) = Cupiennius bimaculatus
- A. granadensis (Keyserling, 1877) = Cupiennius granadensis
- A. valentinei Petrunkevitch, 1925 = Cupiennius valentinei

#### Synonymisierte Arten
34 einstige Arten, die zuletzt zu den Riesenfischerspinnen zählten, wurden mit anderen Arten der Gattung synonymisiert und verloren somit ihren Artstatus. Diese Arten waren:
- A. acostae Schenkel, 1953 – Synonymisiert mit der Wasserjagdspinne (A. bogotensis) unter Höfer & Brescovit, 2000.
- A. anomalostomus (Mello-Leitão, 1939) – Synonymisiert mit der Wasserjagdspinne unter Höfer & Brescovit, 2000.
- A. argentinus (Holmberg, 1881, T from Cupiennius) – Synonymisiert mit A. concolor unter Höfer & Brescovit, 2000.
- A. bahiensis (Strand, 1909) – Synonymisiert mit A. concolor unter Höfer & Brescovit, 2000.
- A. bolivianus Tullgren, 1905 – Synonymisiert mit A. concolor unter Höfer & Brescovit, 2000.
- A. brunneus (F. O. Pickard-Cambridge, 1897) – Synonymisiert mit der Riesenfischerspinne (A. rufus) unter Höfer & Brescovit, 2000.
- A. caracasensis (Strand, 1909) – Synonymisiert mit der Wasserjagdspinne unter Höfer & Brescovit, 2000.
- A. demerarensis (F. O. Pickard-Cambridge, 1897) – Synonymisiert mit der Riesenfischerspinne unter Höfer & Brescovit, 2000.
- A. diplocellatus (Mello-Leitão, 1936) – Synonymisiert mit A. concolor unter Höfer & Brescovit, 2000.
- A. fuscus (Walckenaer, 1837) – Synonymisiert mit der Riesenfischerspinne unter Höfer & Brescovit, 2000.
- A. giganteus (Taczanowski, 1874, T from Ctenus) – Synonymisiert mit der Riesenfischerspinne unter Höfer & Brescovit, 2000.
- A. gigas (F. O. Pickard-Cambridge, 1897) – Synonymisiert mit der Riesenfischerspinne unter Höfer & Brescovit, 2000.
- A. greenwayi (Carcavallo & Martínez, 1960) – Synonymisiert mit A. concolor unter Höfer & Brescovit, 2000.
- A. infelix (Mello-Leitão, 1940) – Synonymisiert mit A. concolor unter Höfer & Brescovit, 2000.
- A. iophorus (Mello-Leitão, 1936) – Synonymisiert mit A. concolor unter Höfer & Brescovit, 2000.
- A. juruensis (Mello-Leitão, 1922) – Synonymisiert mit der Riesenfischerspinne unter Höfer & Brescovit, 2000.
- A. metatarsalis (Mello-Leitão, 1941) – Synonymisiert mit A. concolor unter Höfer & Brescovit, 2000.
- A. nasutus (Kraus, 1955) – Synonymisiert mit der Wasserjagdspinne unter Höfer & Brescovit, 2000.
- A. niveobarbatus (Mello-Leitão, 1945) – Synonymisiert mit A. concolor unter Höfer & Brescovit, 2000.
- A. originalis (Mello-Leitão, 1936) – Synonymisiert mit A. concolor unter Höfer & Brescovit, 2000.
- A. orinocensis Simon, 1898 – Synonymisiert mit der Wasserjagdspinne unter Höfer & Brescovit, 2000.
- A. palustris (F. O. Pickard-Cambridge, 1898) – Synonymisiert mit der Wasserjagdspinne unter Höfer & Brescovit, 2000.
- A. paraensis (Strand, 1916) – Synonymisiert mit der Riesenfischerspinne unter Höfer & Brescovit, 2000.
- A. paraguayensis (Strand, 1909) – Synonymisiert mit A. concolor unter Höfer & Brescovit, 2000.
- A. paulensis (Mello-Leitão, 1922) – Synonymisiert mit A. concolor unter Höfer & Brescovit, 2000.
- A. pindareensis Mello-Leitão, 1921 – Synonymisiert mit der Riesenfischerspinne unter Höfer & Brescovit, 2000.
- A. saraensis (Strand, 1909) – Synonymisiert mit der Riesenfischerspinne unter Höfer & Brescovit, 2000.
- A. selenkae (Strand, 1909) – Synonymisiert mit der Riesenfischerspinne unter Höfer & Brescovit, 2000.
- A. striolatus (Mello-Leitão, 1922) – Synonymisiert mit der Riesenfischerspinne unter Höfer & Brescovit, 2000.
- A. tenkatei (van Hasselt, 1888) – Synonymisiert mit der Riesenfischerspinne unter Höfer & Brescovit, 2000.
- A. titanus (Caporiacco, 1947) – Synonymisiert mit der Riesenfischerspinne unter Höfer & Brescovit, 2000.
- A. venezuelensis (Strand, 1909) – Synonymisiert mit der Wasserjagdspinne unter Höfer & Brescovit, 2000.
- A. vulpes Bertkau, 1880 – Synonymisiert mit A. concolor unter Höfer & Brescovit, 2000.
- A. xerophilus (Mello-Leitão, 1936) – Synonymisiert mit der Riesenfischerspinne unter Höfer & Brescovit, 2000.

## Bissunfälle
Bislang ist ein Bissunfall beim Menschen überliefert, der von einem Exemplar aus der Gattung der Riesenfischerspinnen verursacht wurde und der sich in der brasilianischen Stadt Manaus ereignete. Das Ereignis mitsamt den daraus resultierenden Symptomen wurden jedoch nicht näher beschrieben. Eine nachweislich hohe Gefahr geht von Arten dieser Gattung für den Menschen nicht aus. Allgemein sind Riesenfischerspinnen nicht aggressiv und lassen sich auch einfach auf die Hand nehmen.